# سربازان ناوجود
سربازان ناوجود یا سربازان شبح (به انگلیسی: Ghost soldiers) نام‌هایی هستند که در فهرست‌های نظامی به عنوان سرباز فعال ظاهر می‌شوند، اما عملاً در خدمت سربازی نیستند.
این عمل به‌طور کلی به منظور دادن بخشی از حقوق سربازان به یک نهاد با نفوذ محلی مانند افسر ارتش یا سایرین انجام می‌شود. البته سربازان ممکن است با بازگشت به مشاغل غیرنظامی و روال عادی خود ضمن کسب درآمد ناچیز، از این توطئه‌چینی نیز سود ببرند. با این حال، این عمل ارتش را تضعیف می‌کند و هنگامی که رهبران نیروهای موجود را نادیده می‌گیرند، مستعد حمله نظامی و شکست‌های بزرگ می‌شود. در عراق، افغانستان و دیگر کشورها از سربازان شبح نام برده شده‌است.